# Cheligalea
Cheligalea là một chi bướm đêm thuộc họ Noctuidae.